# Oligochoerus limnophilus
Oligochoerus limnophilus är en plattmaskart som beskrevs av Ax och Doerjes 1966. Oligochoerus limnophilus ingår i släktet Oligochoerus och familjen Convolutidae. Inga underarter finns listade i Catalogue of Life.